# Lagocheirus kathleenae
Lagocheirus kathleenae är en skalbaggsart som beskrevs av Hovore 1998. Lagocheirus kathleenae ingår i släktet Lagocheirus och familjen långhorningar.
Artens utbredningsområde är:
- Costa Rica.
- Panama.

Inga underarter finns listade i Catalogue of Life.